# Johan Christian Geisler
Johan Christian Geisler (* 30. Dezember 1779 in Kopenhagen; † 27. Mai 1836 in Aasiaat) war ein dänischer Kaufmann und kommissarischer Inspektor in Grönland.

## Leben
Johan Christian Geisler war der Sohn des Zollkontrolleurs Ludvig Christian Geisler (1750–1790) und seiner Frau Anna Elisabeth Bruun (1752–1836). Sein Vater starb jung und Johan Christian wuchs ab seinem 10. Lebensjahr bei seinem gleichnamigen Großvater auf, der Speisemeister an der Schule Herlufsholm war. Johan Christian Geisler besuchte ab 1791 ebendiese Schule, die er 1799 abschloss. Anschließend studierte er zwei Jahre lang an der Universität.
1801 kam er in Diensten von Den Kongelige Grønlandske Handel nach Grönland, wo er als Handelsassistent in Qeqertarsuaq angestellt wurde und als Walfängerassistent den Walfang in Kitsissuarsuit leiten sollte. Bereits im Folgejahr wurde er direkt in Qeqertarsuaq angestellt, aber 1803 wieder mit dem Walfang in Kitsissut betraut. 1807 wurde er zum Kolonialverwalter in Qasigiannguit befördert. Dort blieb er 19 Jahre lang, bis er 1826 nach Aasiaat wechselte. Während Ludvig Fasting von 1831 bis 1832 im Heimaturlaub war, vertrat Johan Christian Geisler ihn als Inspektor von Nordgrönland. Er starb 1836 im Amt als Kolonialverwalter in Aasiaat im Alter von 56 Jahren.
Am 15. Juni 1827 hatte er in Aasiaat seine grönländische Haushälterin Karen (1784–1862), Tochter von Nicolai (Innisak) und Maria (Aglisuna) geheiratet, mit der er bereits zahlreiche Kinder hatte. Über seine Nachkommen ist er der Stammvater der grönländischen Familie Geisler.
- Ludvig Christian (1804–1865) ⚭ Juliane Marie Ravnholdt (1802–1873)
- Nicolai Jacob Christopher (1806–1830)
- Maria (1808–1829)
- Johan Christian (1810–1869)
- Ane Clara (1811–1857) ⚭ Vittus Steenholdt (1808–1862)
- Jacob Asaph (1813–1872)
- Johanna Birgitha (1819–1872)
- Justine (1819–1885)
- Søren Hans (1822–1895)
- Karen Margrethe Maria (1824–1901) ⚭ Nicolai Zimmer (1810–1894)